# Сьвінярць
Сьвінярць (пол. Świniarc, нім. Segersdorf) — село в Польщі, у гміні Ґродзічно Новомейського повіту Вармінсько-Мазурського воєводства.
Населення — 271 особа (2011).
У 1975-1998 роках село належало до Торунського воєводства.

## Демографія
Демографічна структура станом на 31 березня 2011 року:
|          | Загалом | Допрацездатний вік | Працездатний вік | Постпрацездатний вік |
| -------- | ------- | ------------------ | ---------------- | -------------------- |
| Чоловіки | 140     | 35                 | 89               | 16                   |
| Жінки    | 131     | 41                 | 70               | 20                   |
| Разом    | 271     | 76                 | 159              | 36                   |